# John Lightfoot (teòleg)
John Lightfoot (Stoke-on-Trent, 29 de març de 1602 – Ely, 6 de desembre de 1675) va ser un religiós anglès, erudit rabínic, vicecanceller —és a dir, rector— de la Universitat de Cambridge i mestre del Saint Catharine's College de Cambridge.
Segons l'anàlisi de l'Antic Testament que va fer Lightfoot la Terra es va crear l'any 3938 a.C. L'any 1647, Lightfoot va publicar les seves teories sobre la creació de la Terra en el treball The Harmony of the Four Evangelists among themselves, and with the Old Testament, with an explanation of the chiefest difficulties both in Language and Sense. Tres anys més tard, James Ussher, basant-se en les estimacions de Lightfoot, va fixar una nova data, el 22 d'octubre de 4004 aC.